# Адрара Сан Роко
Адра̀ра Сан Ро̀ко (на италиански: Adrara San Rocco; на ломбардски: San Roch, Сан Рок) е село и община в Северна Италия, провинция Бергамо, регион Ломбардия. Разположено е на 431 m надморска височина. Населението на общината е 819 души (към 2018 г.).